# Frederik L. Schodt
Frederik L. Schodt (22 januari 1950) is een Amerikaans vertaler, tolk en schrijver.

## Leven
Schodt's vader was deel van het Amerikaanse leger. Hierdoor bracht Schodt zijn jeugd door in Noorwegen, Australië en Japan. De familie kwam voor het eerst in Japan in 1965. Schodt was toen vijftien jaar oud. In 1967 vertrok de familie. Schodt bleef achter om zijn studies aan de Amerikaanse school te Tokio af te maken in 1968. Vanaf 1970 studeerde hij aan de universiteit van Californië. In datzelfde jaar keerde hij terug naar Japan om aan het International Christian University (I.C.U.) anderhalf jaar Japans te studeren. In 1972 studeerde hij af. Na een korte periode van reizen waarin verscheidene jobs zich afwisselden, werd Schodt een reisgids in Los Angeles voor Japanse toeristen. Dankzij deze job realiseerde hij dat hij tolk wilde worden, maar dat dit verdere studies vereiste. In 1975 won hij een studiebeurs van het Japanse Ministerie voor Educatie. Hij keerde ermee terug naar I.C.U., maar hij studeerde voor vertaler-tolk. In 1977 haalde hij zijn diploma, waarna hij aan de slag ging bij Simul International te Tokio. In 1978 keerde hij terug naar de Verenigde Staten. Sindsdien werkt hij in San Francisco als freelance schrijver, vertaler en tolk.
Tijdens zijn werk in Tokio in 1977 contacteerde Schodt samen met zijn universitaire vrienden Tezuka Productions. Ze vroegen toestemming om Osamu Tezuka's Fenix te vertalen naar het Engels.
Schodt is bekend in de wereld van manga en anime voor zijn vertalingen van titels als Osamu Tezuka's Fenix en Astroboy, Riyoko Ikeda's The Rose of Versailles, Keiji Nakazawa's Gen Barrevoets in Hiroshima, Henry Yoshitaka Kiyama's The Four Immigrants Manga en anderen. Zijn meest bekende boek is Manga! Manga! The World of Japanese Comics uit 1983. Het boek bevat een voorwoord van Tezuka.
In 2000 ontving Schodt Asahi Shimbun's Tezuka Osamu Cultuurprijs voor zijn werk in de international manga industrie en in 2009 de Japanse Orde van de Rijzende Zon IVe Klasse voor zijn bijdrage aan de promotie van de Japanse popcultuur in Noord-Amerika. Doorheen de jaren won hij nog verscheidene andere prijzen voor zijn werk.
In 2016 ontving hij de Ranald MacDonald Prijs voor zijn oeuvre.

## Werkselectie
Schodt schreef zeven boeken, vertaalde verscheidene romans en manga en publiceerde artikels en columns in kranten en tijdschriften als Mainichi Shinbun, The Japan Times, Anzen, Mangajin, Japan Related, Animag, Animerica en anderen.
- Manga! Manga! The World of Japanese Comics. Kodansha International, 1983.
- Inside the Robot Kingdom: Japan, Mechatronics, and the Coming Robotopia. Kodansha International, 1988. (ISBN 0-87011-854-4)
- America and the Four Japans: Friend, Foe, Model, Mirror. Stone Bridge Press, 1994.
- Dreamland Japan: Writings on Modern Manga. Stone Bridge Press, 1996.
- Native American in the Land of the Shogun: Ranald MacDonald and the Opening of Japan. Stone Bridge Press, 2003.
- The Astro Boy Essays: Osamu Tezuka, Mighty Atom, and the Manga/Anime Revolution. Stone Bridge Press, 2007 (ISBN 978-1933330549)
- Professor Risley and the Imperial Japanese Troupe. Stone Bridge Press, 2012 (ISBN 978-1-61172-009-9)
- Astro Boy (vertaler)
- Phoenix (vertaler)
- Pluto (vertaler)
- The Ghost in the Shell/Ghost in the Shell 2: Man-Machine Interface/Ghost in the Shell 1.5: Human-Error Processor (vertaler)
- The Osamu Tezuka Story (vertaler)
- The Rose of Versailles (vertaler)

- Bibsys: 90576850
- Biblioteca Nacional de España: XX5489557
- Bibliothèque nationale de France: cb129436695 (data)
- Gemeinsame Normdatei: 172493013
- International Standard Name Identifier: 0000 0001 0881 2546
- Library of Congress Control Number: n83050986
- Nationale Bibliotheek van Letland: 000230314
- Bibliotheek van het Japanse parlement: 00661196
- Nationale Bibliotheek van Tsjechië: jx20080107004
- Nationale Bibliotheek van Israël: 987007274539805171
- Nederlandse Thesaurus van Auteursnamen: 074559249
- Système universitaire de documentation: 076108236
- Virtual International Authority File: 25976000
- WorldCat: E39PBJkXxr9cmgpWgw7Dwc7mBP